# 津市立芸濃中学校
津市立芸濃中学校（つしりつ げいのうちゅうがっこう）は、三重県津市芸濃町椋本にある公立中学校。

## 概要
- 校歌
  - 作詞：宮沢威博
  - 作曲：鈴木比呂司

## 部活動
運動部
卓球部　
バレーボール部（女子）
ソフトテニス部（女子）
ソフトテニス部（男子）
野球部
文化部
家庭部
吹奏楽部　

## 通学区域
明小学校および芸濃小学校の区域。
明小学校区
| - 芸濃町楠原 - 芸濃町林 | - 芸濃町忍田（一部除く） - 芸濃町中縄（一部除く） - 芸濃町椋本の一部 |

芸濃小学校区
| - 芸濃町雲林院 - 芸濃町岡本 - 芸濃町小野平 - 芸濃町北神山 - 芸濃町河内 | - 芸濃町多門 - 芸濃町萩野 - 芸濃町椋本（一部除く） - 芸濃町忍田の一部 - 芸濃町中縄の一部 |

## 周辺
- 津市立椋本小学校
- 椋本郵便局
- JA津安芸芸濃営農センター
- 津市芸濃図書館
- 三重県道10号津関線
- 三重県道28号亀山白山線
- 横山池

## 著名な卒業生
- 藤崎弘士（NHKアナウンサー）